# Толмински Лом
Толмински Лом (на словенски: Tolminski Lom) е село в Словения, регион Горишка, община Толмин. Според Националната статистическа служба на Република Словения през 2015 г. селото има 75 жители.